# Tranvia Lodi-Crema-Soncino
La tranvia Lodi-Crema-Soncino era una linea tranviaria interurbana che tra il 1880 e il 1931 univa la città di Lodi a Crema e a Soncino.
Tale infrastruttura rappresentava un importante collegamento fra la rete interurbana bresciana e quella milanese.

## Storia

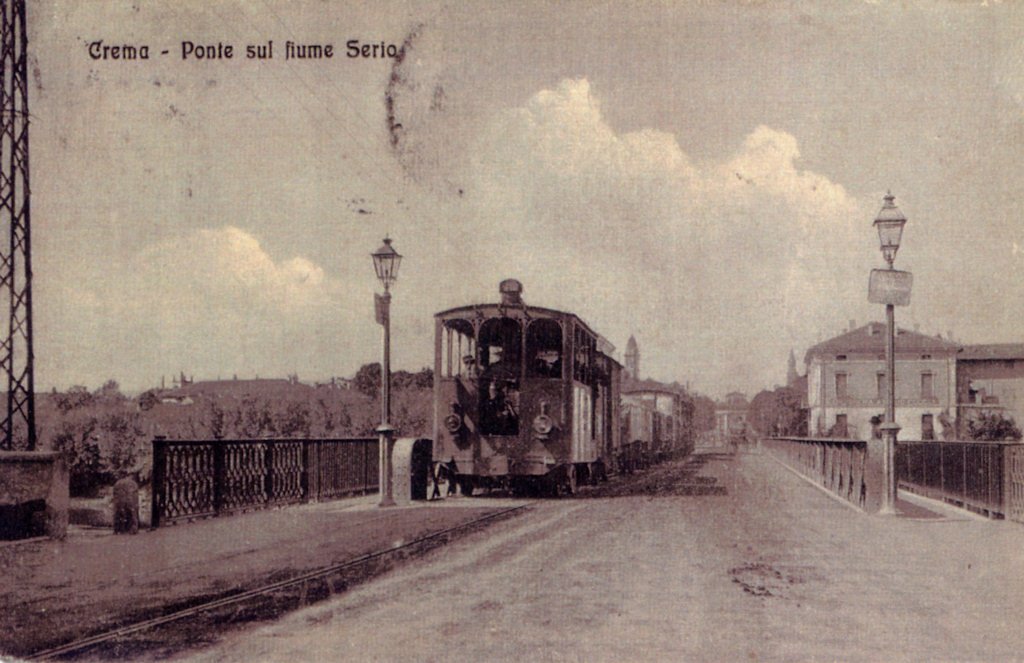
Tram della TIP che attraversa il ponte sul Serio, a Crema

Negli anni sessanta del XIX secolo si ventilò l'ipotesi di costruire una linea ferroviaria che congiungesse Pavia a Brescia passando per il più breve tragitto per Lodi e Crema, anziché per quello, poi effettivamente concretizzatosi, via Codogno e Cremona. Nel 1876, l'ingegnere Emilio Mantegazza presentò presso il Ministero dei lavori pubblici un progetto di ferrovia Pavia-Lodi-Crema-Soncino-Brescia, ma il costo preventivato e la vicinanza con due linee già esistenti come la Pavia-Cremona e la Brescia-Cremona fecero tramontare tale possibilità.
La domanda di mobilità lungo quella direttrice era comunque forte e la presenza di un'infrastruttura già esistente come la strada interprovinciale, che molti decenni dopo sarebbe divenuta la statale 235, facilitò la predisposizione di progetti alternativi alla ferrovia che contemplassero la posa di una linea tranviaria interurbana. Il 30 giugno 1877 l'ingegner Angelo Avesani presentò il progetto di una tranvia a vapore che vide l'appoggio formale delle quattro province a cui era affidata la manutenzione dei tratti di strada di loro competenza (Milano, Cremona, Brescia e Pavia). Avesani si fece promotore del progetto presso la provincia di Milano per conto della The Tramways & General Works Company Limited (TGW) di Londra, mentre il cavalier Ferdinando Pistorius si occupò di chiedere la concessione, sempre a favore della società londinese, alla provincia di Cremona e a quella di Brescia. La provincia di Milano accordò la costruzione della linea nel territorio di sua competenza il 9 settembre 1878, mentre la Deputazione di Pavia pose condizioni gravose al concessionario per via della necessaria sistemazione della parte di strada posta sul suo territorio, per cui la domanda fu ritirata. La Deputazione bresciana, invece, rifiutò le condizioni offerte dalla società londinese, accettando successivamente la proposta di una società belga, la Tramways à Vapeur de la Province de Brescia (TPB), che costruì ed esercì la Brescia–Soncino.
Come conseguenza di questi eventi, la TGW dovette rinunciare all'esercizio di una Pavia-Brescia limitandosi ad avviare i lavori per una Lodi-Crema-Soncino, che fu aperta il 22 luglio 1880, e per una Lodi–Sant'Angelo, aperta l'anno seguente. L'itinerario Pavia-Sant'Angelo fu completato in seguito dalla Société des Tramways et des Chemins de fer Economiques de la Haute Italie, ma non fu raccordato alla linea proveniente da Lodi.
La TGW gestì la linea fino al 1885, quando cedette la concessione ad una sua associata: la The Lombardy Road Railways la quale gestì la tranvia fino al 1895 o comunque sul finire del XIX secolo, quando passò le consegne alla Tramways a Vapore Interprovinciali di Milano, Bergamo e Cremona (TIP).
La scadenza della concessione fu posta il 30 giugno 1929. In tale data, la TIP ottenne l'esercizio provvisorio in attesa che si presentassero concreti progetti di ammodernamento, come la sostituzione degli armamenti e l'elettrificazione. Tuttavia la società tranviaria non era intenzionata a sostenere tali investimenti e si dimostrò propensa alla dismissione della linea. La provincia di Cremona e alcuni comuni del bresciano serviti dalla Brescia-Soncino chiesero ad altre società di intervenire. Sia la Tramvie Elettriche Bresciane (TEB) sia la Società Trazione Elettrica Lombarda (STEL), attive rispettivamente in provincia di Brescia e di Milano, proposero un piano di ammodernamento richiedendo in cambio contributi statali e provinciali elevati. La Edison, controllante entrambe le società, pose il suo veto a ulteriori investimenti nel settore tranviario.
In mancanza di alternative, la TIP decise di sopprimere il servizio tranviario il 24 aprile 1931. La fratelli Esposti di Lodi ottenne la concessione di un autoservizio sullo stesso tracciato che iniziò il giorno seguente.

## Caratteristiche
La linea era una tranvia a binario semplice binario. La lunghezza di tracciato era di 36,2&nbspkm, per la gran parte su sede promiscua. Lo scartamento adottato era quello standard di 1445 mm.
L'armamento era identico a quello di altre linee della TIP. Per i tratti extraurbani, le rotaie erano di tipo Vignoles dal peso di 19,6 kg/m e lunghe 7,20 m. Le traversine di rovere erano distanziate tra loro di 0,950 m ed avevano le dimensioni di 150x110x2100 mm. I giunti fra le rotaie erano di tipo sospeso. Nei tratti urbani alle due rotaie Vignoles principali furono affiancate altre due controrotaie, sempre di tipo Vignoles.
La trazione rimase a vapore per tutto il corso di vita dell'infrastruttura.
La circolazione era regolata da blocco telegrafico.

### Percorso
| Unused urban continuation backward |

| Unknown route-map component "uexBHF" |

| Unknown route-map component "uexHST" |

|  | Unknown route-map component "uexABZg+l" | Unknown route-map component "uexBHFq" | Unknown route-map component "uexCONTfq" |

| Unknown route-map component "uexHST" |

| Unknown route-map component "uexhKRZWae" |

| Unknown route-map component "uexHST" |

| Unknown route-map component "uexABZgl" | Unknown route-map component "uexCONTfq" |

| Unknown route-map component "uexHST" |

| Unknown route-map component "uexHST" |

| Unknown route-map component "uexHST" |

| Unknown route-map component "uexSTR+GRZq" |

| Unknown route-map component "uexHST" |

| Unknown route-map component "uexHST" |

| Unknown route-map component "uexHST" |

| Unknown route-map component "uexBHF" |

| Unknown route-map component "uexhKRZWae" |

| Unknown route-map component "CONTgq" | Unknown route-map component "uxmKRZ" | Unknown route-map component "CONTfq" |  |

| Unknown route-map component "uexHST" |

| Unknown route-map component "uexHST" |

| Unknown route-map component "uexHST" |

| Unknown route-map component "uexHST" |

| Unknown route-map component "uexHST" |

| Unknown route-map component "uexHST" |

| Unknown route-map component "uexHST" |

| Unknown route-map component "uexBHF" |

| Unknown route-map component "uexCONTgq" | Unknown route-map component "uexABZlr" | Unknown route-map component "uexCONTfq" |  |

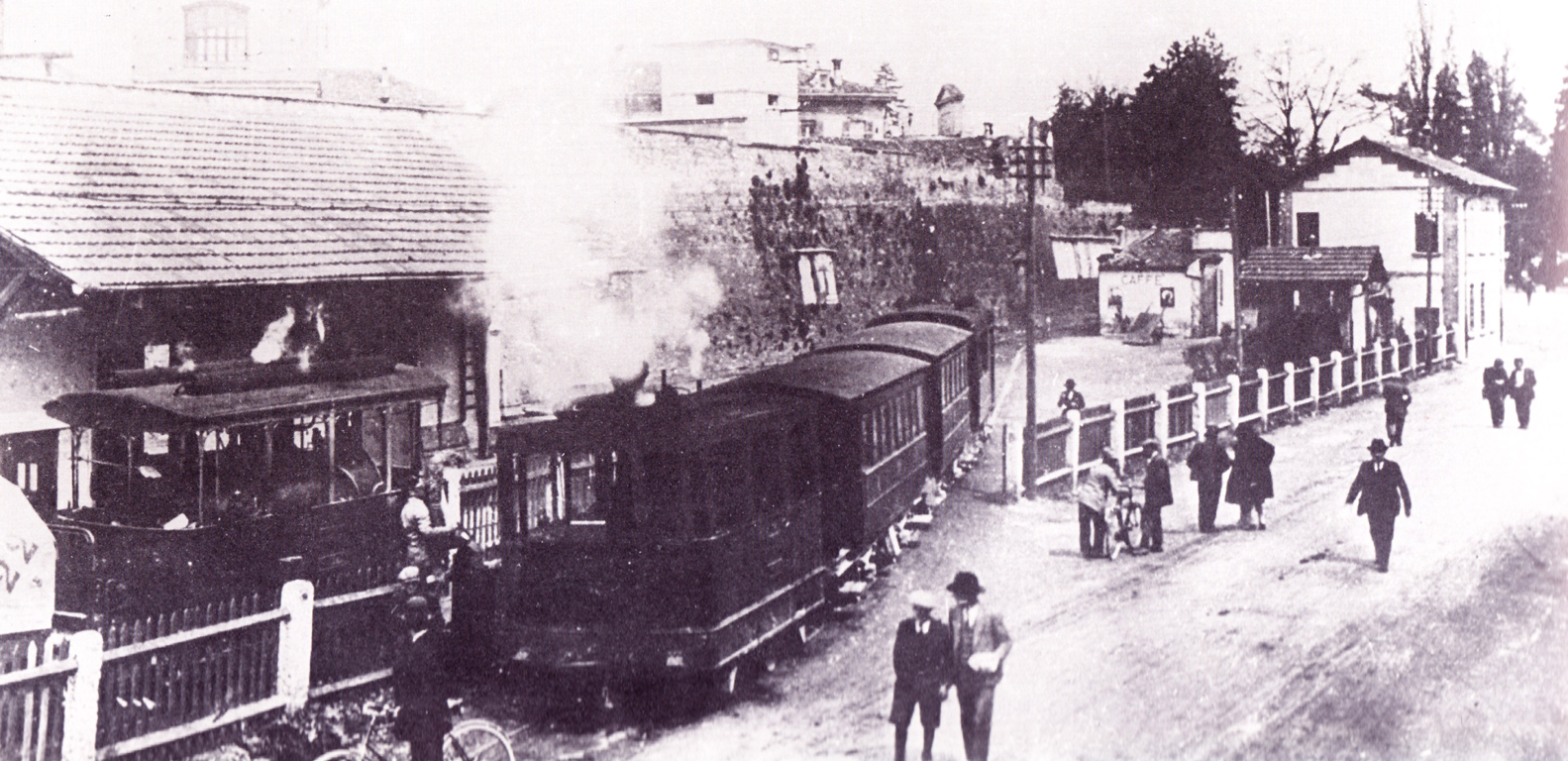
La stazione tranviaria di Crema negli ultimi giorni di esercizio (1931)

La stazione tranviaria capolinea di Lodi era posta nelle vicinanze della stazione ferroviaria. Varcato il canale posto attorno alle mura, la tranvia attraversava il nucleo urbano percorrendo le attuali via XX Settembre, via San Giacomo e corso Adda.
Poco prima di superare l'Adda, la linea si congiungeva col binario della tranvia Lodi-Treviglio-Bergamo, la quale, a causa della differente gestione iniziale, aveva una diversa stazione capolinea posta presso Porta Milano. Il tratto in comune fra le due tranvie era lungo circa 1200 m, dopodiché la linea per Bergamo si separava all'altezza della strada Bergamina.
La tranvia proseguiva lungo l'attuale ex strada statale 235 di Orzinuovi attraversando gli abitati di Fontana, Tormo e Cascina Benzona, dove era posto il confine tra la provincia di Milano e quella di Cremona.
A Crema la tranvia giungeva nei pressi di Porta Ombriano, dove era posta una fermata, quindi aggirava la cinta muraria lungo l'attuale via Carlo Urbino imboccando la circonvallazione (poi via IV Novembre) percorsa fino alla stazione situata all'angolo con piazzale Rimembranze. Nel 1904 il percorso fu modificato, a causa delle ridotte dimensioni della stazione tranviaria cremasca: da via Urbino si percorreva l'attuale via Diaz, dove si trovava la stazione di Crema Porta Serio. L'impianto era dotato di un fabbricato viaggiatori a due livelli, un magazzino merci, diversi binari di scalo e un rifornitore.
Varcato il Serio e attraversata a livello la ferrovia Treviglio-Cremona, la linea proseguiva lungo la strada per Orzinuovi attraversando gli abitati di Offanengo, Romanengo e Ticengo, per giungere a Soncino.
La stazione della cittadina cremonese era situata nei pressi di Borgo Sera ed era in comune, fin dai primi anni, alla linea tranviaria proveniente da Bergamo. Era inoltre raccordata alla stazione della linea proveniente da Brescia. Fino al 1897, alcune corse della Lodi-Soncino proseguivano oltre la stazione di Soncino, instradandosi sui binari della linea per Brescia fino a giungere allo scalo di Orzinuovi. In quell'anno si stipulò un accordo fra le società esercenti le tre tranvie al fine di unificare la stazione di Soncino, eliminando quella della linea bresciana. Alla concessionaria di questa fu affidata l'esclusività del servizio merci e passeggeri sul tracciato Orzinuovi-Soncino.
Con il passaggio di gestione alla TIP, la società tranviaria decise di espletare un servizio sulla direttrice Milano-Soncino, utilizzando a tal proposito la Milano-Lodi e garantendo tre coppie di corse giornaliere.